# 君を憶えてる
『君を憶えてる』（きみをおぼえてる、韓国語：너를기억해）は2015年6月22日から2015年8月11日までKBSで放送されていた大韓民国のテレビドラマである。主演は、ソ・イングクとチャン・ナラ。

## 出演

### 主要人物
イ・ヒョン：ソ・イングク
天才プロファイラー。
チャ・ジアン：チャン・ナラ
特殊犯罪捜査チームの捜査官。
イ・ジュノ：チェ・ウォニョン
民間法医学者。医師。
チョン・ソンホ：パク・ボゴム
弁護士。

### カメオ出演
イ・ジュンミン：チョン・グァンリョル
ヒョンの父親。韓国発のプロファイラー。
ハ・ウンジョン：シン・ドンミ
ジアンの叔母。
イ・ジュニョン：ディオ（EXO）
ジュンミンがプロファイリングしている危険な男。凶悪犯。
ヤン・スンフン：テ・インホ
財閥の御曹司。

## 視聴率
| Ep。 | 元の放送日    | 題名                                        | 平均オーディエンスシェア | 平均オーディエンスシェア | 平均オーディエンスシェア | 平均オーディエンスシェア |
| Ep。 | 元の放送日    | 題名                                        | TNmS                     | TNmS                     | AGBニールセン            | AGBニールセン            |
| Ep。 | 元の放送日    | 題名                                        | 全国                     | ソウル                   | 全国                     | ソウル                   |
| ---- | ------------- | ------------------------------------------- | ------------------------ | ------------------------ | ------------------------ | ------------------------ |
| 1    | 2015年6月22日 | すべての子供の話は両親から始まります        | 5.6％                    | 5.4％                    | 4.7％                    | 4.7％                    |
| 2    | 2015年6月23日 | こんにちは、モンスター                      | 5.6％                    | 5.8％                    | 4.7％                    | 4.5％                    |
| 3    | 2015年6月29日 | あなたは殺してはならない、しかし...         | 5.2％                    | 5.8％                    | 4.7％                    | 4.8％                    |
| 4    | 2015年6月30日 | 容疑者、イ・ヒョン                          | 4.9％                    | 5.0％                    | 4.0％                    | 4.1％                    |
| 5    | 2015年7月6日  | 絶え間なく過去に生まれ変わる                | 4.6％                    | 4.8％                    | 4.6％                    | 4.8％                    |
| 6    | 2015年7月7日  | 殺人者の血                                  | 5.4％                    | 5.5％                    | 4.8％                    | 4.9％                    |
| 7    | 2015年7月13日 | パートナーになりましょう？                  | 5.0％                    | 5.2％                    | 4.7％                    | 4.5％                    |
| 8    | 2015年7月14日 | 私を覚えてますか                            | 4.2％                    | 4.7％                    | 4.6％                    | 5.0％                    |
| 9    | 2015年7月20日 | ストーカーS                                 | 4.5％                    | 4.6％                    | 4.9％                    | 5.1％                    |
| 10   | 2015年7月21日 | 私を見つけて                                | 4.6％                    | 4.7％                    | 5.0％                    | 5.0％                    |
| 11   | 2015年7月27日 | モンスターの誕生                            | 4.7％                    | 5.1％                    | 4.8％                    | 4.9％                    |
| 12   | 2015年7月28日 | もし私が誰かを殺さなければならなかったら... | 4.6％                    | 5.5％                    | 5.0％                    | 5.2％                    |
| 13   | 2015年8月3日  | あなたはどのような選択をしますか？          | 4.1％                    | 4.1％                    | 4.5％                    | 4.7％                    |
| 14   | 2015年8月4日  | イ・ジュンヨンの部屋                        | 4.7％                    | 4.9％                    | 5.3％                    | 5.4％                    |
| 15   | 2015年8月10日 | ハッピーエンドは可能ですか？                | 4.6％                    | 5.0％                    | 4.5％                    | 4.9％                    |
| 16   | 2015年8月11日 | 私はあなたのことを覚えています              | 4.3％                    | 4.3％                    | 5.1％                    | 5.3％                    |
| 平均 | 平均          | 平均                                        | 4.8％                    | 5.0％                    |                          |                          |

## 賞とノミネート
| 年     | 賞                         | カテゴリー   | 受賞者           | 結果       | 参照 |
| ------ | -------------------------- | ------------ | ---------------- | ---------- | ---- |
| 2015年 | 第8回 コリアドラマアワード | 最優秀女優賞 | チャン・ナラ     | ノミネート |      |
| 2015年 | 第8回 コリアドラマアワード | 優秀俳優賞   | ソ・イングク     | ノミネート |      |
| 2015年 | 第8回 コリアドラマアワード | 最優秀脚本賞 | クォン・ギャング | ノミネート |      |
| 2015年 | 第4回 APANスターアワード   | 新人俳優賞   | パク・ボゴム     | ノミネート |      |
| 2015年 | 第29回 KBS演技大賞         | 助演男優賞   | パク・ボゴム     | 受賞       |      |
| 2015年 | 第29回 KBS演技大賞         | 人気俳優賞   | パク・ボゴム     | 受賞       |      |
| 2015年 | 第29回 KBS演技大賞         | 優秀俳優賞   | ソ・イングク     | ノミネート |      |
| 2015年 | 第29回 KBS演技大賞         | 優秀女優賞   | チャン・ナラ     | ノミネート |      |